# Francesco Caruso (calciatore)
Francesco Caruso (Termoli, 29 settembre 1966) è un ex calciatore italiano, di ruolo attaccante.

## Carriera
Esordisce tra i professionisti nella stagione 1983-1984, giocando una partita in Serie B con il Campobasso; nella stagione 1984-1985 gioca in prestito con i campani della Nocerina, in Serie C1; a fine campionato i Molossi retrocedono in Serie C2 e Caruso, che con 6 reti in 29 presenze è stato il miglior marcatore stagionale della squadra, torna al Campobasso, in Serie B. Nella stagione 1985-1986 gioca 2 partite nel campionato cadetto col Campobasso, che, nella sessione invernale del calciomercato, lo cede in prestito alla Cavese, con la quale Caruso gioca per il resto della stagione, nella quale totalizza 22 presenze e 2 reti nel campionato di Serie C1, dal quale la sua squadra retrocede.
Nell'estate del 1986 si accasa con la medesima formula alla Reggina, con la cui maglia nella stagione 1986-1987 segna un gol in 12 presenze nel campionato di Serie C1; nella stagione 1987-1988 è invece al Monopoli, con cui disputa un ulteriore campionato di terza serie, nel quale va a segno 4 volte in 21 presenze. Fa poi ritorno al Campobasso, nel frattempo retrocesso in Serie C1: con i rossoblu, nella stagione 1988-1989 gioca stabilmente da titolare in questa categoria (30 presenze ed un gol segnato), ma, complice anche la retrocessione in Serie C2 del club, nell'estate del 1989 cambia nuovamente maglia, passando questa volta ai romagnoli del Baracca Lugo. Con i bianconeri, al primo campionato di Serie C2 della loro storia, nella stagione 1989-1990 conquista la promozione in Serie C1, alla quale contribuisce con un bilancio di 8 gol in 33 presenze in campionato, grazie ai quali è il miglior marcatore stagionale della squadra alla pari con Maurizio Teodorani; viene riconfermato anche per la stagione 1990-1991 (32 presenze e 6 gol nel campionato di Serie C1) e per la stagione 1991-1992 (nella quale con 9 gol in 33 incontri di campionato è anche il miglior marcatore stagionale della sua squadra).
Nell'estate del 1992 lascia dopo tre annate consecutive il Baracca Lugo, per accasarsi ai pugliesi della Fidelis Andria, neopromossi per la prima volta nella loro storia in Serie B; nella stagione 1992-1993 contribuisce alla salvezza della Fidelis Andria segnando 4 gol in 28 presenze nel campionato di Serie B e, a fine stagione, viene ceduto alla Triestina: con gli alabardati nella stagione 1993-1994 vince la Coppa Italia Serie C e mette a segno 7 reti in 30 presenze nel campionato di Serie C1. Fa quindi ritorno alla Fidelis Andria, con cui nella stagione 1994-1995 segna 2 gol in 25 presenze nel campionato di Serie B.
Nell'estate del 1995, lascia per la seconda volta la squadra pugliese e si trasferisce agli abruzzesi del Castel di Sangro, con i quali nella stagione 1995-1996 conquista la prima promozione in Serie B nella storia del club a seguito del secondo posto in campionato e della successiva vittoria dei play-off; in questa stagione, Caruso segna 6 gol in 28 presenze. Nella stagione 1996-1997 è invece sia il giocatore con più presenze stagionali (33) che il capocannoniere stagionale (5 reti) della Pistoiese, quattordicesima in classifica nel girone A del campionato di Serie C1. Nell'estate del 1997 cambia ancora squadra, passando ai toscani del Montevarchi: con i rossoblu nella stagione 1997-1998 gioca da titolare nel campionato di Serie C1, nel quale colleziona 28 presenze e 2 gol; viene riconfermato in rosa anche per la stagione 1998-1999, nella quale gioca altre 12 partite di Serie C1 senza mai segnare e, nel gennaio del 1999, viene ceduto ai bolognesi del Castel San Pietro, con i quali termina la stagione segnando un gol in 15 presenze nel campionato di Serie C2.
Nella stagione 1999-2000 vince l'Eccellenza molisana con il Termoli, formazione della sua città natale, con la quale conquista quindi la promozione in Serie D; nella stagione 2000-2001 gioca invece in Serie D sempre nel Termoli, con cui segna 11 reti in 29 presenze in campionato, che i giallorossi terminano retrocedendo in Eccellenza; Caruso rimane al Termoli anche nella stagione 2001-2002, nella quale vince l'Eccellenza molisana, riportando così nuovamente i giallorossi in Serie D. Nella stagione 2002-2003 veste infine la maglia della Polesiana, sempre nell'Eccellenza molisana.

## Palmarès

### Club

#### Competizioni nazionali
- Coppa Italia Serie C: 1

Triestina: 1993-1994

#### Competizioni regionali
- Eccellenza: 2

Termoli: 1999-2000, 2001-2002